# Zonder titel (Jan van Goethem, Pieter Nieuwlandstraat)
In de zuidelijke gevelwand van de Pieter Nieuwlandstraat in Amsterdam-Oost is een titelloos artistiek kunstwerk geplaatst van Jan van Goethem. Het kunstwerk is er één van een tweeling; in de Reinwardtstraat (om de hoek) hangt ook een exemplaar.
Rond 1982 werd er aan die straat nieuwbouw neergezet met een constante wisselende gevellijn; naar voren, naar achter met hier en daar een nis en dan weer een balkon. In deze gevelwand bevindt zich bij een naar voor geschoven geveldeel een blinde muur die vroeg om opfleuring. Op deze plaats hoog in de gevel werd van Van Goethem een sculptuur geplaatst van glas en neonlicht. Een diagonale kolom is de ondergrond waar vanuit twee kolommen diagonaal naar de hemel reiken. Ter plaatse van de daklijst wijkt de ene kolom in een rechte hoek van de andere. In de hoek van 90 graden maken (rechte hoek) plaatste Van Goethem een vierkant, die door een kruis (verticale as en verlaagde middellijn) in vier segmenten is verdeeld. Volgens Buitenkunst Amsterdam is het een reactie op de vele schotelantennes die deze buurt kende. De geometrie is het handelsmerk van de kunstenaar. Het kunstwerk licht 's nachts op.
De Volkskrant van 31 mei 1985 zag in het kunstwerk een voorbeeld van kunstuitingen binnen de sociale woningbouw, iets dat na de bouwstijl Amsterdamse School verloren was gegaan.
Het inpassen van kunstwerken binnen architectuur is terug te vinden in zijn studie aan de Academie voor Bouwkunst in Tilburg, maar het liefst tekende hij. Ander werk van Van Goethem in Amsterdam is te vinden bij het Slotervaartziekenhuis in Amsterdam-Nieuw West en Voorsteven in Amsterdam-Noord (Zandlopers en vlinders). 